# رولند گوهلر
رولند گوهلر (آلمانی: Roland Göhler؛ زادهٔ ۲۶ مارس ۱۹۴۳) قایقران روئینگ اهل آلمان بود.